# Kanuslalom-Europameisterschaften 2004
Die Kanuslalom-Europameisterschaften 2004 fanden in Skopje, Mazedonien (heute: Nordmazedonien), unter der Leitung des Europäischen Kanuverbandes (ECA) statt. Es war die 5. Ausgabe des Wettbewerbs und sie fanden vom 4. bis zum 6. Juni 2004 statt.

## Ergebnisse
Insgesamt wurden acht Wettbewerbe austragen. Das C2-Team-Event und der K1-Wettbewerb der Frauen flossen nicht in die Medaillenwertung ein, da dort weniger als die erforderlichen fünf Wettbewerber teilnahmen.

### Männer

#### Canadier
| Wettbewerb                     | Gold | Gold   | Silber                                                                                          | Silber | Bronze                                                                                                 | Bronze |
| ------------------------------ | --- | ------ | ----------------------------------------------------------------------------------------------- | ------ | --- | ------ |
| C1                             | Tomáš Indruch                                                                                            | 200,82 | Krzysztof Bieryt                                                                                | 200,92 | Nico Bettge                                                                                            | 201,43 |
| C1 Team                        | TschechienTomáš Indruch Jan Mašek Ondřej Pinkava                                                         | 226,77 | SlowakeiDušan Ovčarík Juraj Minčík Alexander Slafkovský                                         | 228,05 | SlowenienSimon Hočevar Dejan Stevanovič Jošt Zakrajšek                                                 | 234,86 |
| C2                             | TschechienJaroslav Volf/Ondřej Štěpánek                                                                  | 207,34 | FrankreichMartin Braud/Cédric Forgit                                                            | 210,17 | SlowakeiLadislav Škantár/Peter Škantár                                                                 | 212,37 |
| C2 Team (kein Medaillen-Event) | TschechienJaroslav Volf & Ondřej Štěpánek Marek Jiras & Tomáš Máder Jaroslav Pospíšil & Jaroslav Pollert | 246,91 | SlowakeiĽuboš Šoška & Peter Šoška Ladislav Škantár & Peter Škantár Milan Kubáň & Marián Olejník | 251,52 | PolenAndrzej Wójs & Sławomir Mordarski Jarosław Miczek & Wojciech Sekuła Marcin Pochwała & Paweł Sarna | 254,45 |

#### Kajak
| Wettbewerb | Gold                                                   | Gold   | Silber                                                         | Silber | Bronze                                            | Bronze |
| ---------- | ------------------------------------------------------ | ------ | -------------------------------------------------------------- | ------ | ------------------------------------------------- | ------ |
| K1         | Julien Billaut                                         | 190,34 | Mathias Röthenmund                                             | 191,66 | Daniele Molmenti                                  | 192,16 |
| K1 Team    | SchweizMathias Röthenmund Thomas Mosimann Michael Kurt | 218,86 | Vereinigtes KönigreichAnthony Brown Campbell Walsh Huw Swetnam | 220,36 | TschechienIvan Pišvejc Lukáš Kubričan Tomáš Kobes | 221,82 |

### Frauen

#### Kajak
| Wettbewerb                     | Gold                                                       | Gold   | Silber                                                  | Silber | Bronze                                                              | Bronze |
| ------------------------------ | ---------------------------------------------------------- | ------ | ------------------------------------------------------- | ------ | ------------------------------------------------------------------- | ------ |
| K1                             | Elena Kaliská                                              | 209,40 | Jenny Apel                                              | 212,70 | Irena Pavelková                                                     | 213,76 |
| K1 Team (kein Medaillen-Event) | TschechienIrena Pavelková Marcela Sadilová Marie Řihošková | 246,58 | SlowakeiElena Kaliská Gabriela Stacherová Jana Dukátová | 257,48 | Vereinigtes KönigreichLaura Blakeman Heather Corrie Kimberley Walsh | 261,04 |

## Medaillenspiegel
| Platz  | Land                   | Gold | Silber | Bronze | Gesamt |
| ------ | ---------------------- | ---- | ------ | ------ | ------ |
| 1      | Tschechien             | 3    | 0      | 2      | 5      |
| 2      | Slowakei               | 1    | 1      | 1      | 3      |
| 3      | Frankreich             | 1    | 1      | 0      | 2      |
| 3      | Schweiz                | 1    | 1      | 0      | 2      |
| 5      | Deutschland            | 0    | 1      | 1      | 2      |
| 6      | Vereinigtes Königreich | 0    | 1      | 0      | 1      |
| 6      | Polen                  | 0    | 1      | 0      | 1      |
| 8      | Italien                | 0    | 0      | 1      | 1      |
| 8      | Slowenien              | 0    | 0      | 1      | 1      |
| Gesamt |                        | 6    | 6      | 6      | 18     |